# 甘南備伊香
甘南備 伊香（かんなび の いかご）は、奈良時代の皇族・貴族・歌人。名は伊吉とも記される。始め伊香王を称すが臣籍降下（甘南備真人姓）。官位は正五位上・越中守。

## 経歴
聖武朝末の天平18年（746年）无位から従五位下に直叙され、雅楽頭に任ぜられる。
天平勝宝元年（749年）孝謙天皇の即位に伴って従五位上に昇叙される。天平勝宝3年（751年）子息の高城王・池上王と共に甘南備真人姓を与えられて臣籍降下する。孝謙朝末に大蔵大輔を務め、任期中の天平宝字元年（757年）12月に大監物・三形王邸、天平宝字2年（758年） 2月に式部大輔・中臣清麻呂邸でそれぞれ開催された宴で詠んだ和歌が『万葉集』に採録されている。
淳仁朝では宮内大輔を経て、美作守・備前守と中国地方の地方官を務めたのち、天平宝字8年（764年）正月に主税頭として京官に復す。同年9月に発生した藤原仲麻呂の乱における賞罰の形跡がないことから、乱には関与しなかったか。称徳朝の神護景雲2年（768年）越中守と再び地方官に転じた。
宝亀3年（772年）23年ぶりに昇叙されて正五位下になると、宝亀8年（777年）正五位上と光仁朝では昇進を果たしている。

## 人物
万葉歌人として『万葉集』に和歌作品4首が採録されている。大伴家持・市原王・大原今城らと親交があった。

## 官歴
『続日本紀』による。
- 天平18年（746年） 4月22日：従五位下（直叙）。8月8日：雅楽頭
- 天平勝宝元年（749年） 7月2日：従五位上
- 天平勝宝3年（751年） 10月7日：臣籍降下（甘南備真人姓）
- 天平宝字元年（757年） 12月8日：見大蔵大輔[3]
- 天平宝字2年（758年） 2月：見大蔵大輔[4]
- 時期不詳：宮内大輔[5]
- 天平宝字5年（761年） 10月1日：美作守
- 天平宝字7年（763年） 正月9日：備前守
- 天平宝字8年（764年） 正月21日：主税頭
- 神護景雲2年（768年） 閏6月3日：越中守
- 宝亀3年（772年） 正月3日：正五位下
- 宝亀8年（777年） 正月7日：正五位上

## 系譜
- 父：不詳
- 母：不詳
- 生母不明の子女
  - 男子：高城王[6]
  - 男子：池上王[6]